# Каськово (Ленинградская область)
Касько́во (фин. Koskova) — деревня в Клопицком сельском поселении Волосовского района Ленинградской области.

## История
Упоминается на карте Ингерманландии А. И. Бергенгейма, составленной по материалам 1676 года, как деревня Koskowa.
На шведской «Генеральной карте провинции Ингерманландии» 1704 года — как деревня Koskovaby.
Как деревня Колкова она обозначена на «Географическом чертеже Ижорской земли» Адриана Шонбека 1705 года.
Как мыза Косково упомянута на карте Ингерманландии А. Ростовцева 1727 года.
На карте Санкт-Петербургской губернии Я. Ф. Шмидта 1770 года упоминаются две смежные деревни и мыза Косково.
Согласно 6-й ревизии 1811 года мыза Касково (Каськово) принадлежала жене майора Е. Е. Цейтеной (Е. Е. Цейтель).
Согласно 8-й ревизии 1833 года мыза и деревня Касково принадлежали генерал-майору П. Ф. Веймарну.
На карте Санкт-Петербургской губернии Ф. Ф. Шуберта 1834 года обозначена деревня Касково.

КОСКОВО — деревня, принадлежит генерал-адъютанту Веймарну, число жителей по ревизии: 41 м. п., 40 ж. п.

При оной находится почтовая станция. (1838 год)

В пояснительном тексте к этнографической карте Санкт-Петербургской губернии П. И. Кёппена 1849 года она записана как деревня Koskowa (Косково) и указано количество её жителей на 1848 год: савакотов — 16 м. п., 26 ж. п., всего 42 человека, русских — 57 человек.
Согласно 9-й ревизии 1850 года мыза и деревня Каськово принадлежали помещице Августине Максимовне Веймарн.

КАСКОВО — деревня генерала Веймарна, по почтовому тракту, число дворов — 13, число душ — 47 м. п. (1856 год)

Согласно 10-й ревизии 1856 года мыза Каськово принадлежала вдове Августине Максимовне Веймарн.

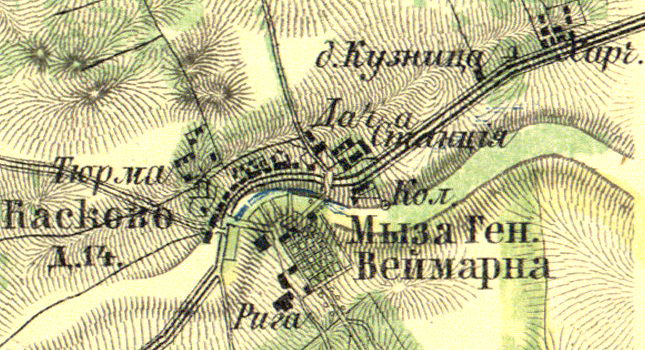
План деревни Каськово. 1860 год

Согласно «Топографической карте частей Санкт-Петербургской и Выборгской губерний» 1860 года при мызе Генерала Веймарна находилась деревня Касково, состоящая из 14 крестьянских дворов, риги, кузницы, харчевни и почтовой станции, а также в деревне находилась тюрьма.

КОСКОВО (КАСКОВО) — деревня и мыза владельческие при пруде, по левую сторону Нарвского тракта в 45 верстах от Петергофа, число дворов — 11, число жителей: 45 м. п., 47 ж. п. (1862 год)

В 1883 году в деревне был открыт молитвенный дом лютеранского прихода Купаница.
Согласно карте окрестностей Санкт-Петербурга в 1885 году деревня при мызе генерала Веймарна называлась Каскова и состояла из 13 дворов, на северной окраине деревни находилась тюрьма.
Согласно материалам по статистике народного хозяйства Петергофского уезда 1887 года мыза Касково принадлежала князю Веймарн-Барклай де Толли, она была приобретена до 1868 года. Харчевню князь сдавал в аренду.
В конце XIX века деревня административно относилась к Бегуницкой волости 1-го стана Петергофского уезда Санкт-Петербургской губернии, в начале XX века — 2-го стана. Население деревни было смешанным — финско-русским.
По данным «Памятной книжки Санкт-Петербургской губернии» за 1905 год мыза Каскова площадью 1113 десятин принадлежала князю Александру Петровичу Барклай-де-Толли-Веймарну.
В 1913 году деревня также состояла из 13 дворов.
С 1917 по 1923 год деревня Каськово входила в состав Каськовского сельсовета Бегуницкой волости Петергофского уезда.
С 1923 года в составе Троцкого уезда.
С 1924 года в составе Тешковского сельсовета.
С 1926 года в составе Каськовского сельсовета. Согласно данным переписи населения СССР 1926 года в деревне Каськово проживали 167 человек, большинство русские, а также эстонцы и финны.
С августа 1927 года в составе Волосовского района. С ноября 1927 года вновь в составе Тешковского сельсовета.

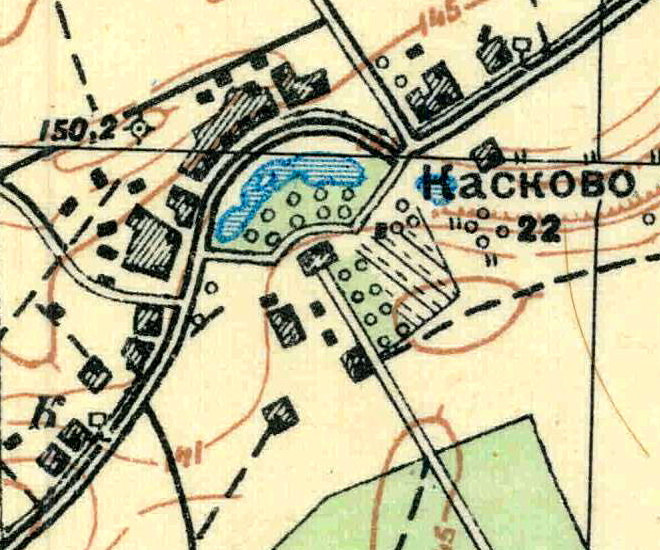
План деревни Каськово. 1931 год

Согласно топографической карте 1931 года деревня называлась Касково и насчитывала 22 двора.
По данным 1933 года деревня называлась Каськово и входила в состав Тешковского сельсовета Волосовского района.
Деревня была освобождена от немецко-фашистских оккупантов 26 января 1944 года.
С 1959 года вновь в составе Каськовского сельсовета.
С 1963 года в составе Кингисеппского района.
С 1965 года вновь в составе Волосовского района. В 1965 году население деревни Каськово составляло 228 человек.
По данным 1966 и 1973 годов деревня Каськово являлась административным центром Каськовского сельсовета.
По административным данным 1990 года деревня Каськово входила в состав Каськовского сельсовета с центром в посёлке Сельцо.
В 1997 году в деревне Каськово проживали 80 человек, деревня входила в Каськовскую волость, в 2002 году — 134 человека (русские — 93 %), в 2007 году — 91 человек.
В мае 2019 года Губаницкое и Сельцовское сельские поселения вошли в состав Клопицкого сельского поселения.

## География
Деревня расположена в северо-восточной части района на автодороге А180 (E 20) (Санкт-Петербург — Ивангород — граница с Эстонией) «Нарва».
Расстояние до административного центра поселения — 2,6 км. Расстояние до районного центра — 25 км.
Расстояние до ближайшей железнодорожной станции Волосово — 21 км.

## Демография
| 1862 | 2002 | 2007 | 2010 | 2017 |
| ---- | ---- | ---- | ---- | ---- |
| 92   | ↗134 | ↘91  | ↘79  | ↗88  |

### Национальный состав
Согласно данным Всероссийской переписи населения 2021 года в деревне проживали 242 человека, из них:
 русские — 219, узбеки — 3, туркмены — 2, украинцы — 2, корейцы — 1, латыши — 1, поляки — 1, таджики — 1, другие национальности — 8 человек, остальные национальность не указали.

## Фото

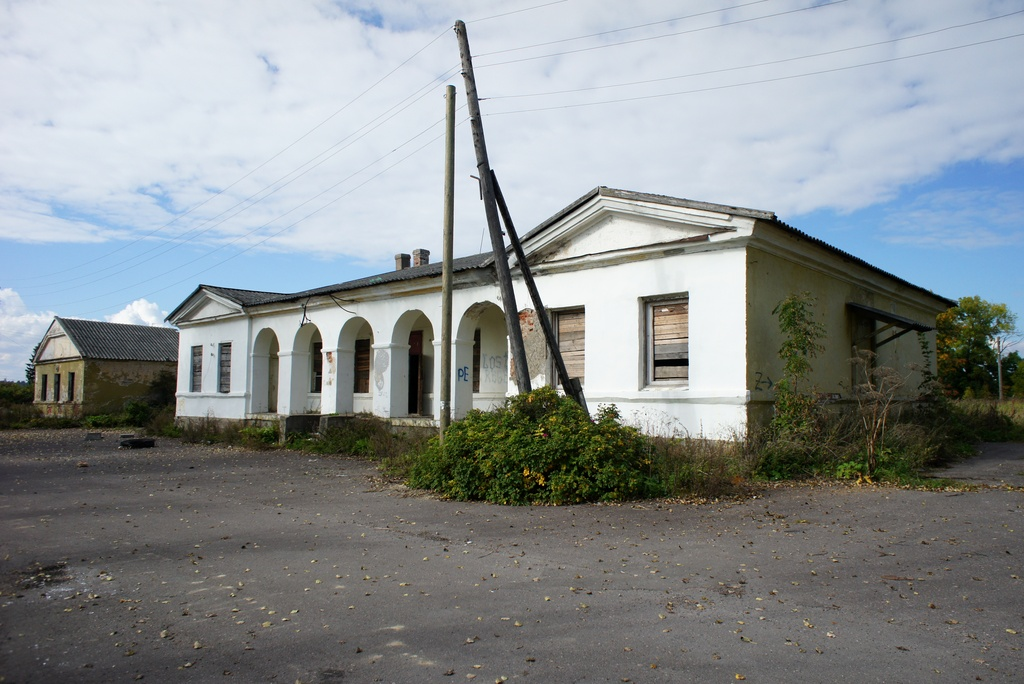
Здание почтовой станции. 2013 год
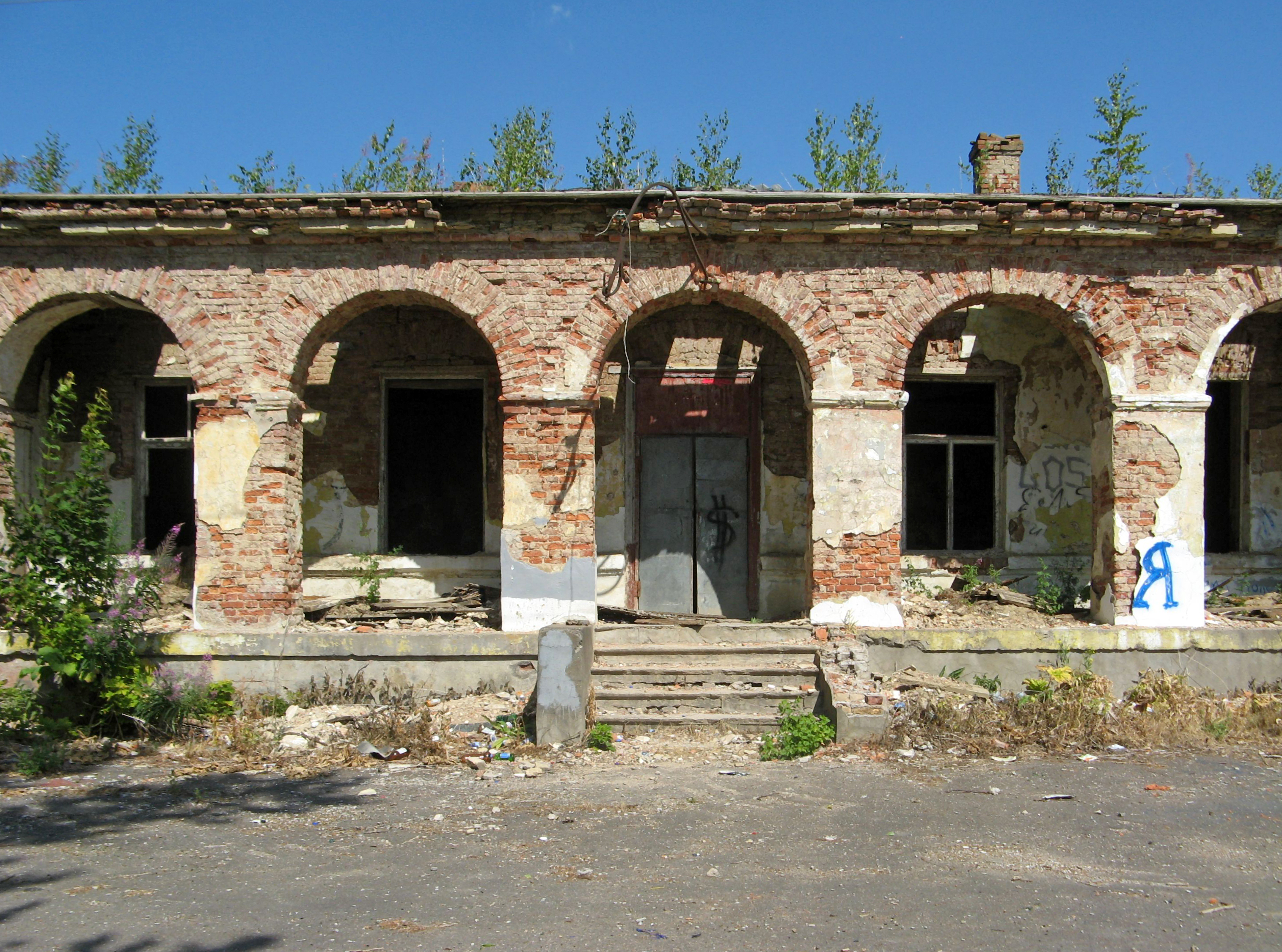
Здание почтовой станции. 2021 год
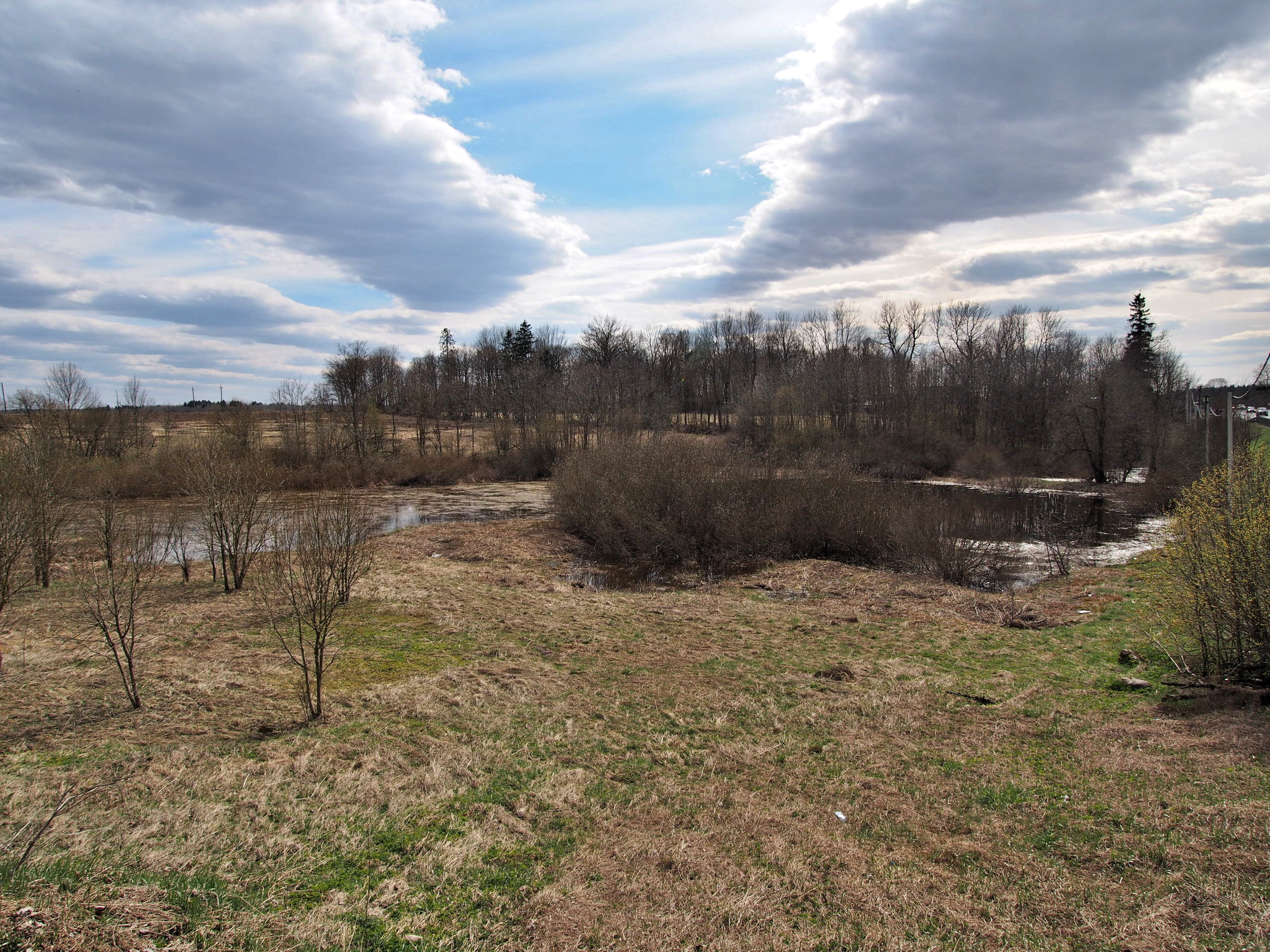
Остатки усадебного парка. 2017 год

## Улицы
Дубовый проезд, Еловая, Ивовый тупик, Ижорская, Кленовый проезд, Липовая, Лиственный тупик, Новостроек, Пихтовая, Сосновая, Счастливая, Тополиный тупик, Ясеневая.